# سجوار

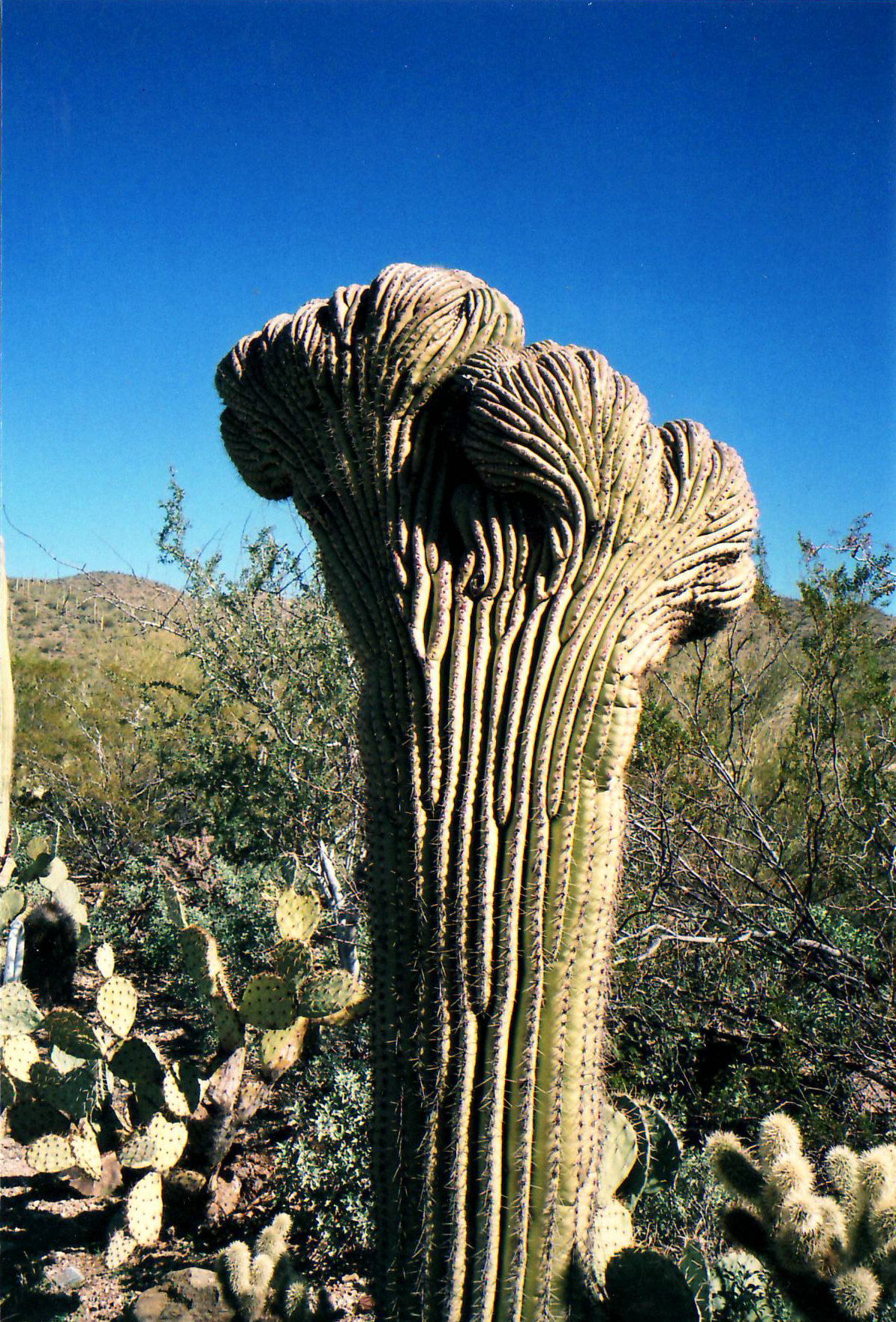
بعض اشجار السجوار تنمو بالشكل الاتي وللمزيد من المعلومات الرجاء كتابة fasciation في البحث باللغة الإنجليزية في الويكيبيديا.

السَّجْوار أو الصَّبار الصَّغواريّ هو ضرب من صبار الولايات الأمريكية المتحدة.

## التسمية العلمية والإنجليزية
الاسم العلمي هو Britton & Rose) Carnegiea gigantea) و Cereus giganteus , والاسم الإنجليزي هو Saguaro.

## أصل التسمية
سجوار جائت من الإنجليزية Saguaro والتي بدورها أتت من الإسبانية، والكلمة أصلها من إحدى لغات الأمريكيين الأصليين وهي العائلة اللغوية المُسمّاة بالمَيَو (Mayo Language).

## الموطن
السجوار يعيش اصلا في صحراء سونورا في ولاية أريزونا و ولاية سونورا المكسيكية. وجبال وَبَل ومقاطعة إمبيريال في كاليفورنيا.

## صفتها
إن السجوار يعمر طويلا وقد يصل عمرة إلى 150 سنة، والأذرع الجانبية لهذا الصبار قد تبدأ بالنمو في سن 50 إلى 75 سنة من عمر الشجرة، بعض أشجار السجوار تكون عديمة الأذرع الجانبية ويسمى مثل هذا سجوار بال(Spear) , ومعناها الرُمح.
يصل طوله من 12.192 مترا (40 قدم) إلى 18.288 مترا (60 قدم) , وينبت السجوار من البذور فقط.

## الثمرة

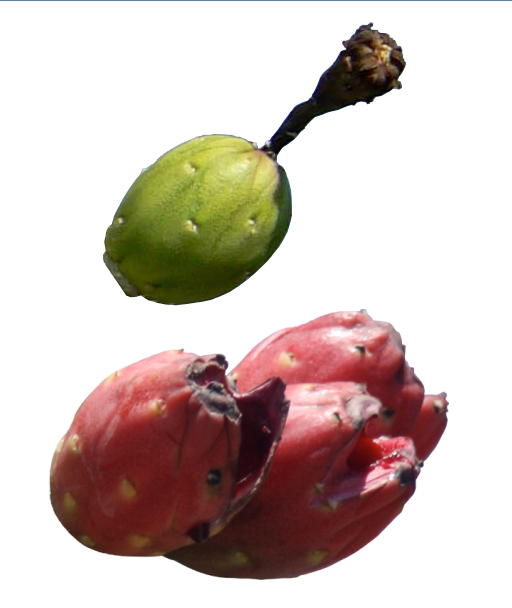
ثمار السجوار (تؤكل)

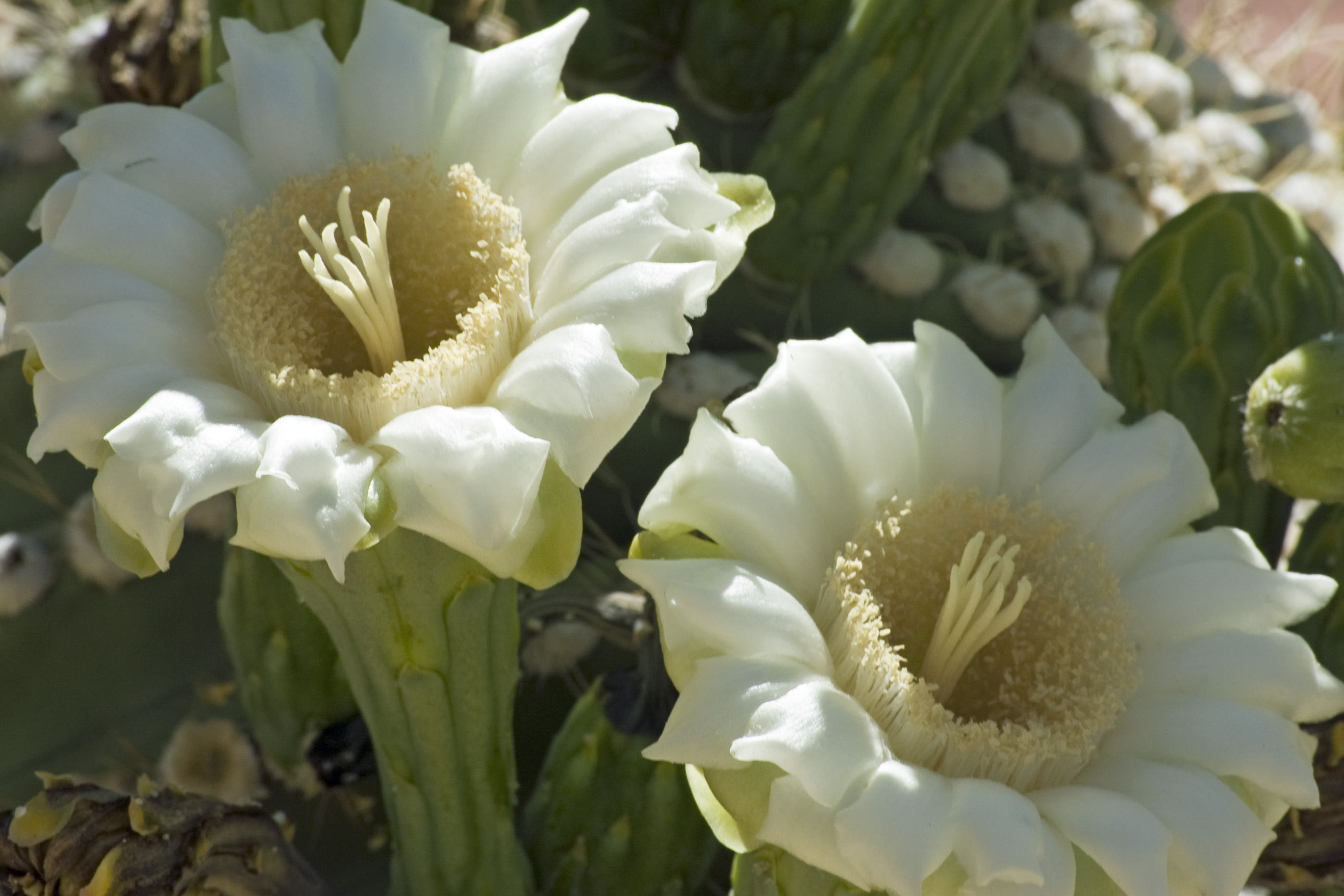
ازهار السجوار

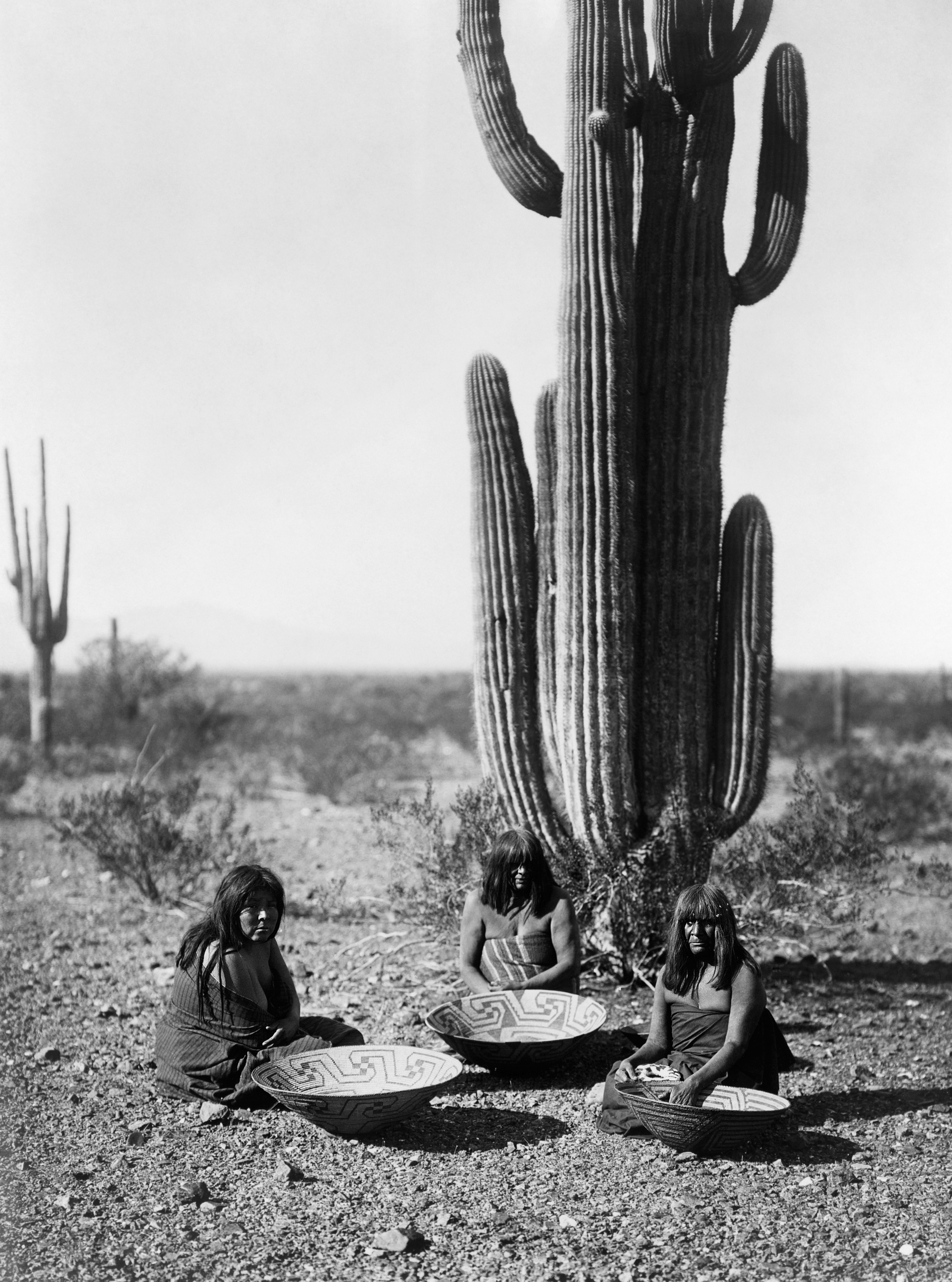
جمع ثمار السجوار في سنة 1907

الثمرة ذات لون أحمر ياقوتي وطولها من 6 إلى 9 سنتيمترات وتحتوي كل ثمرة على حوالي ال2000 بذرة، الثمرة حلوة المذاق ومهمة للسكان الأصليين الذين يأكلونها.
جني الثمار لا يكون باليد وإنما بوساطة عمود. عادة ما يُتخذ من السجوار.

## في القانون
تَبَعاً لقانون أريزونا: إن أي عمل يلحق الضرر بأشجار السجوار يعتبر غير قانوني، ويجب طلب رخصة في حالة بناء البيوت أو شق الطرق في مناطق هذه الأشجار.

## صور

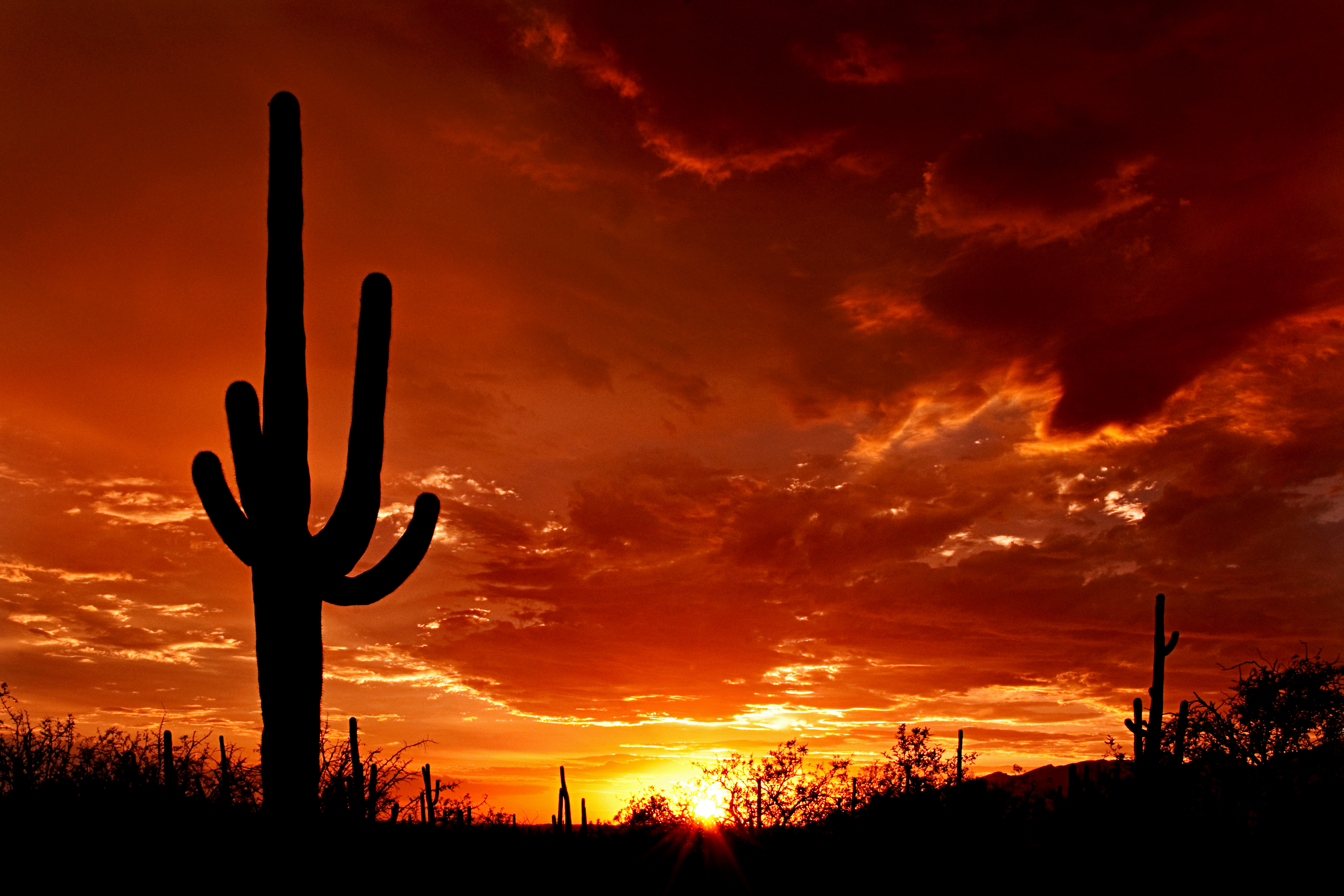
Saguaro Silhouette at Sunset
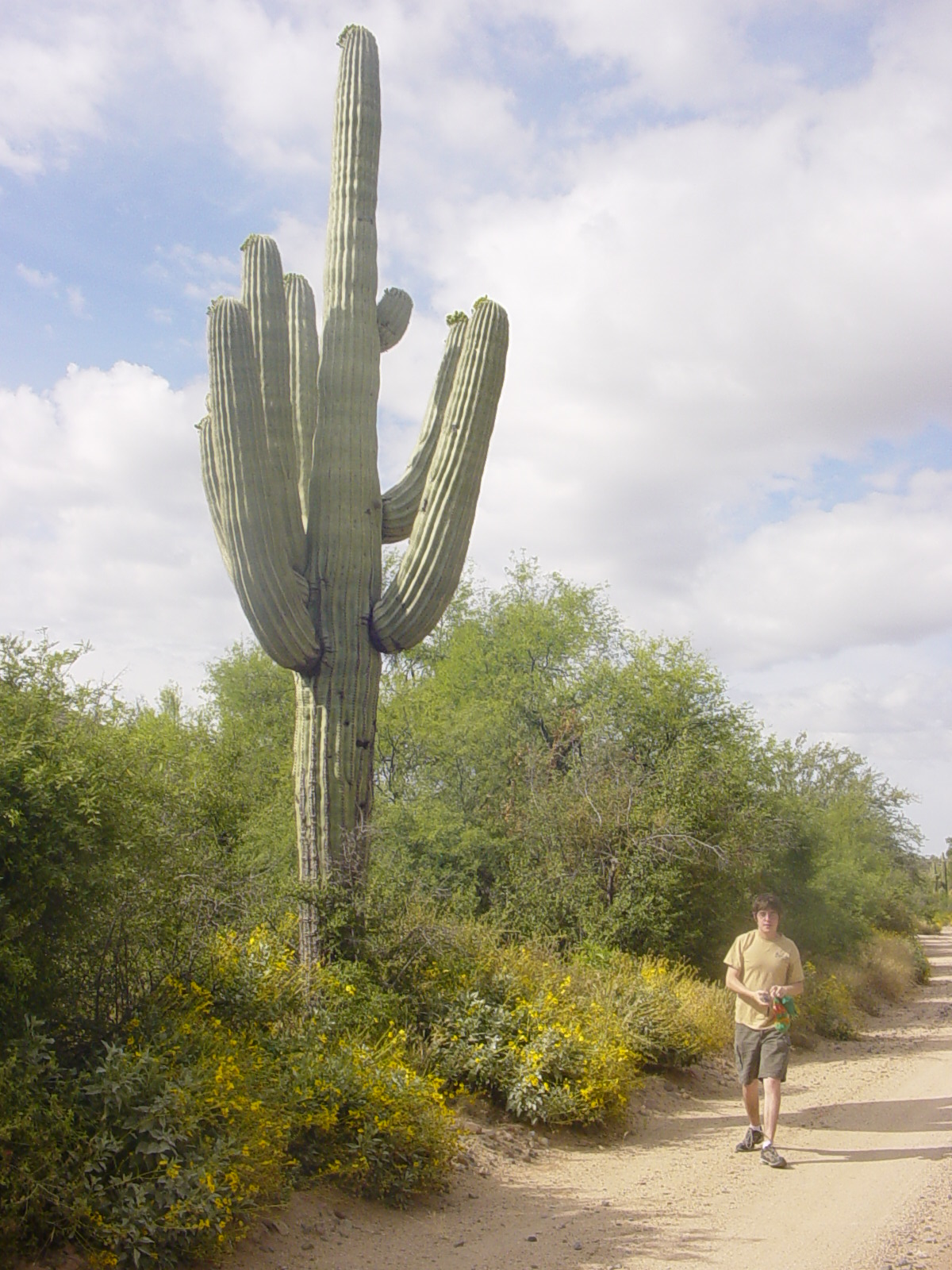
Saguaro towering over a 5 قدم 11 بوصة (180 سـم) man
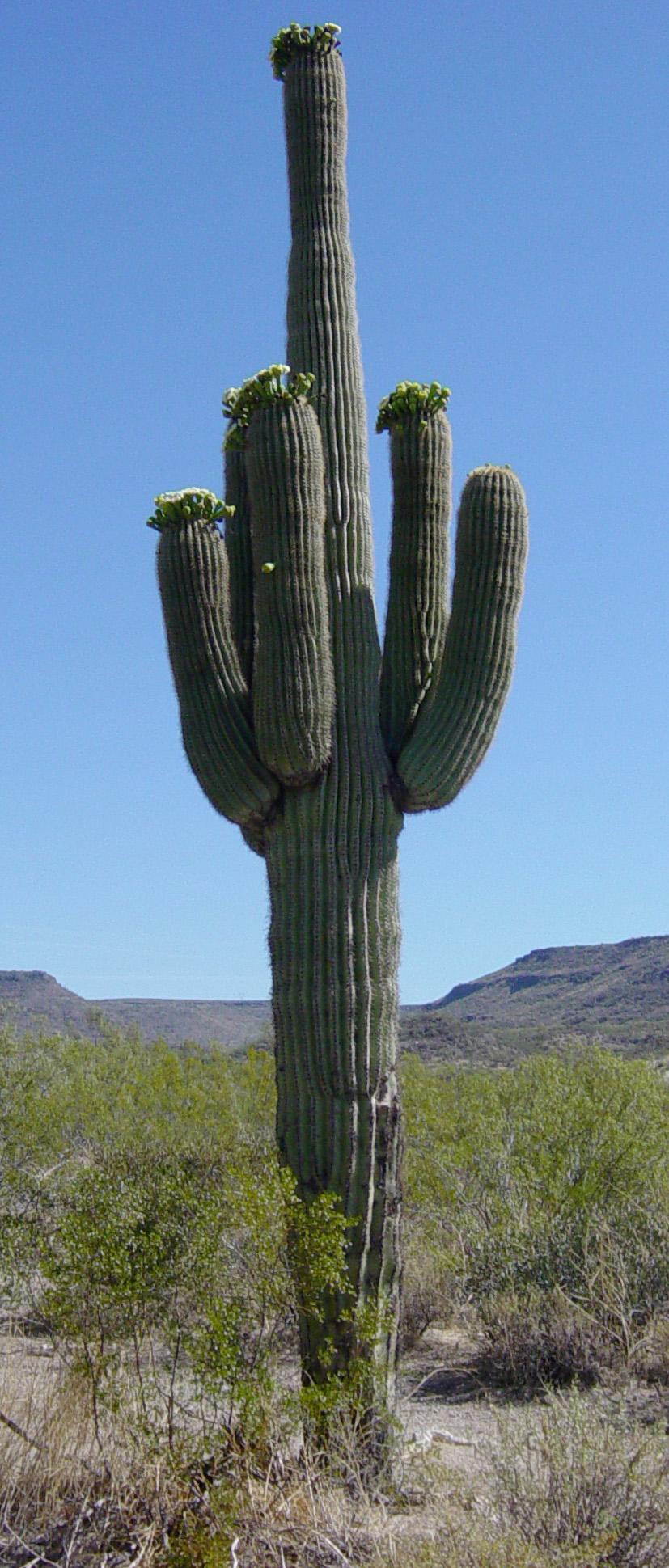
Mature five armed in flower
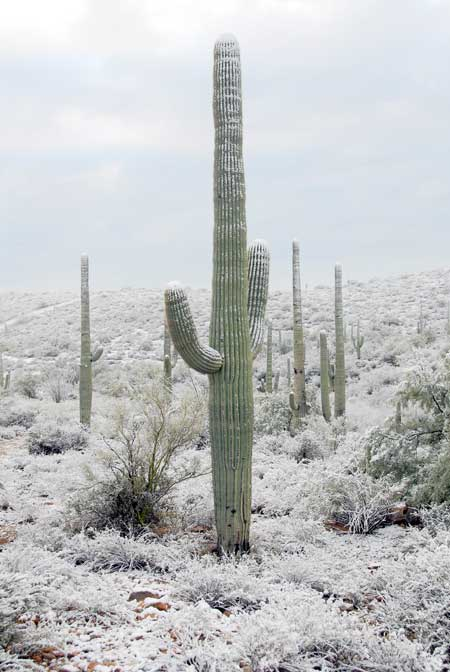
Snow covered saguaro near توسون
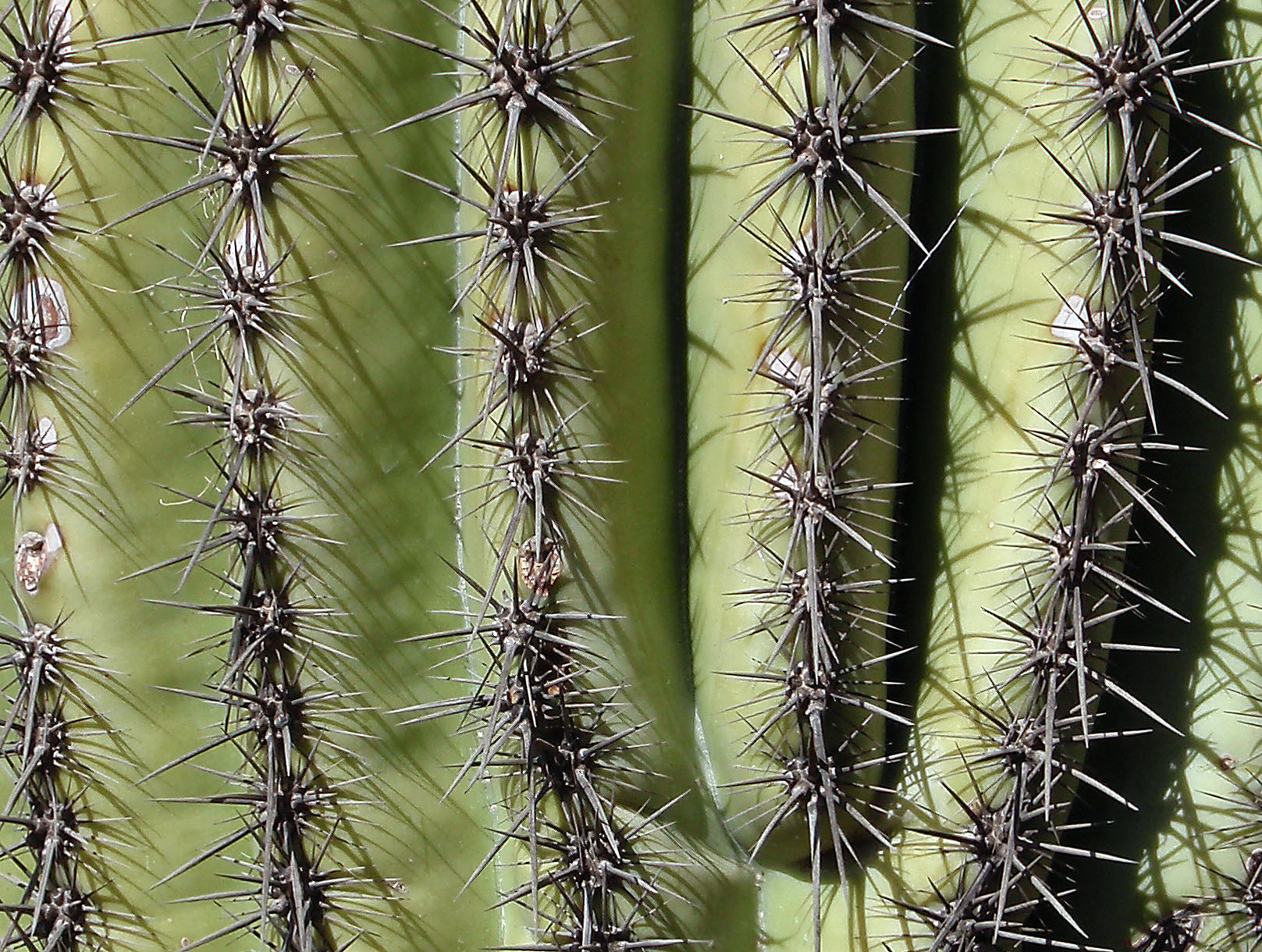
Needles of a saguaro, براديس فالي
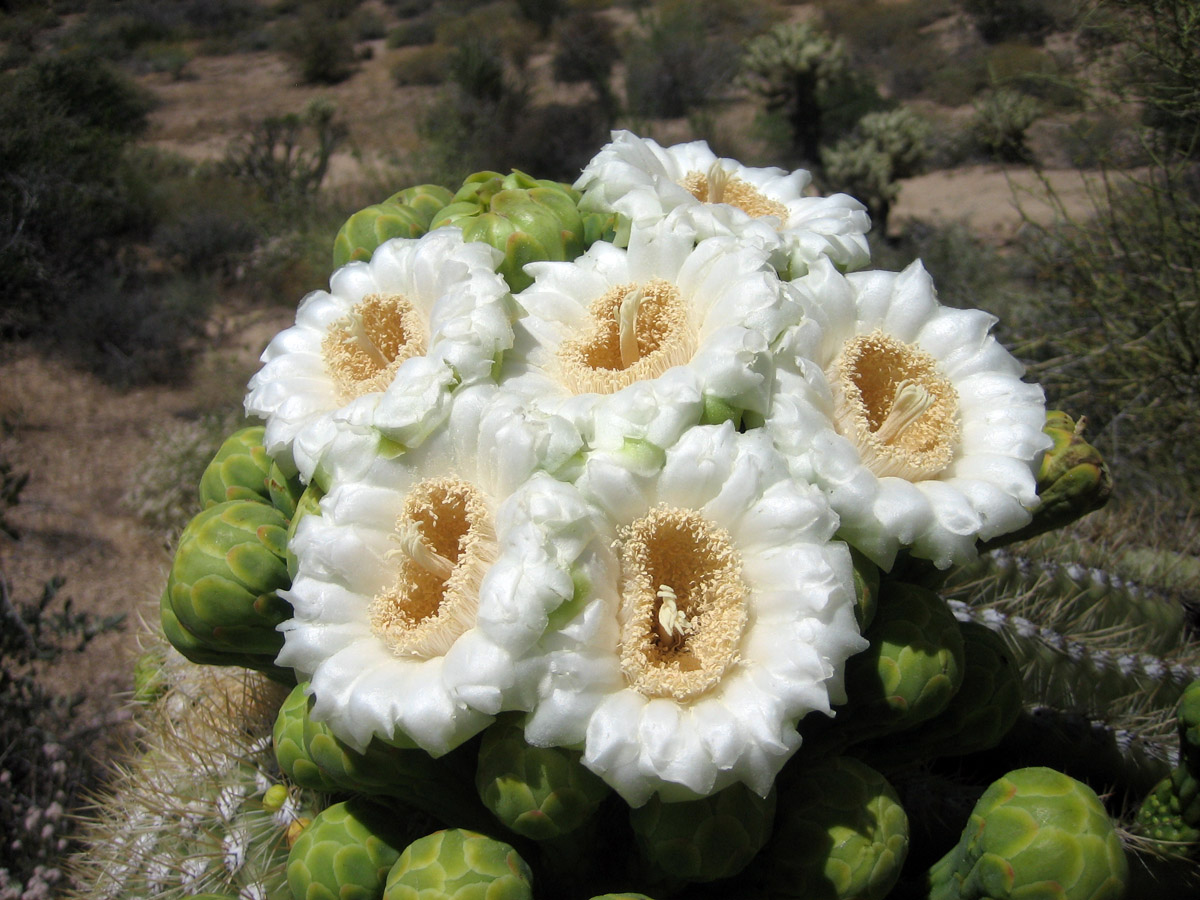
Saguaro flowers, سكوتسديل
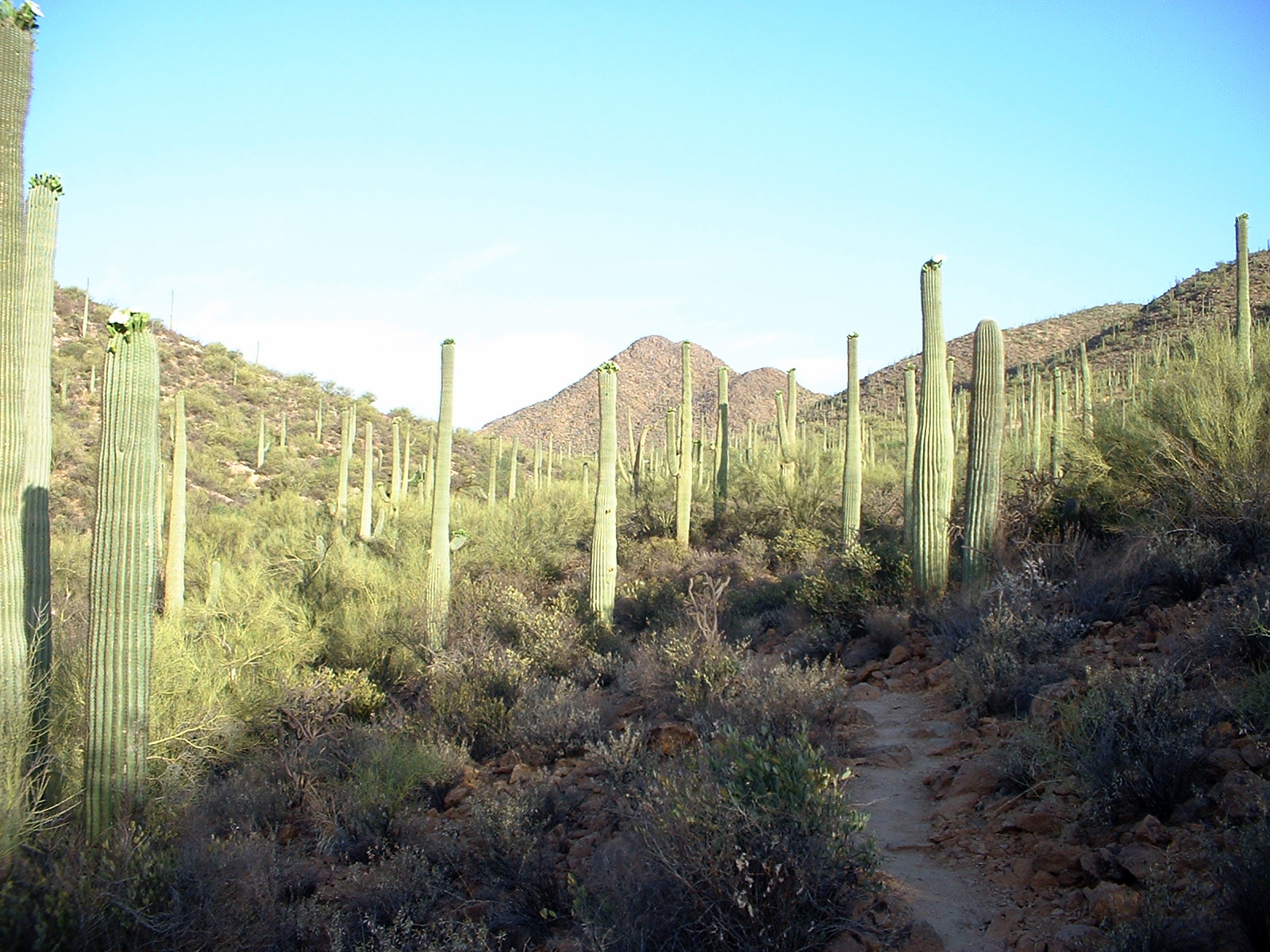
Saguaro "forest" near Tucson
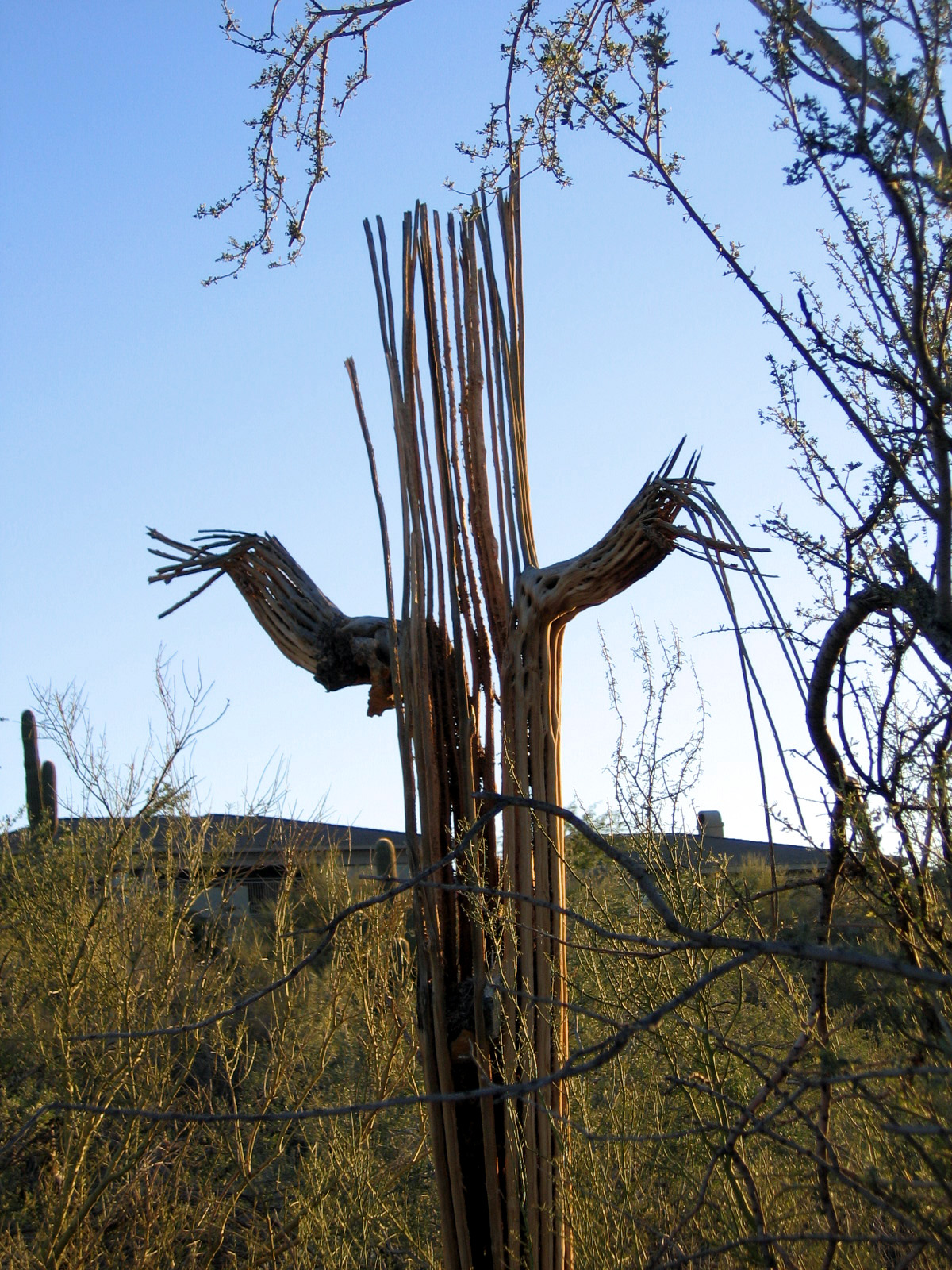
The bare wooden ribs of a dead saguaro
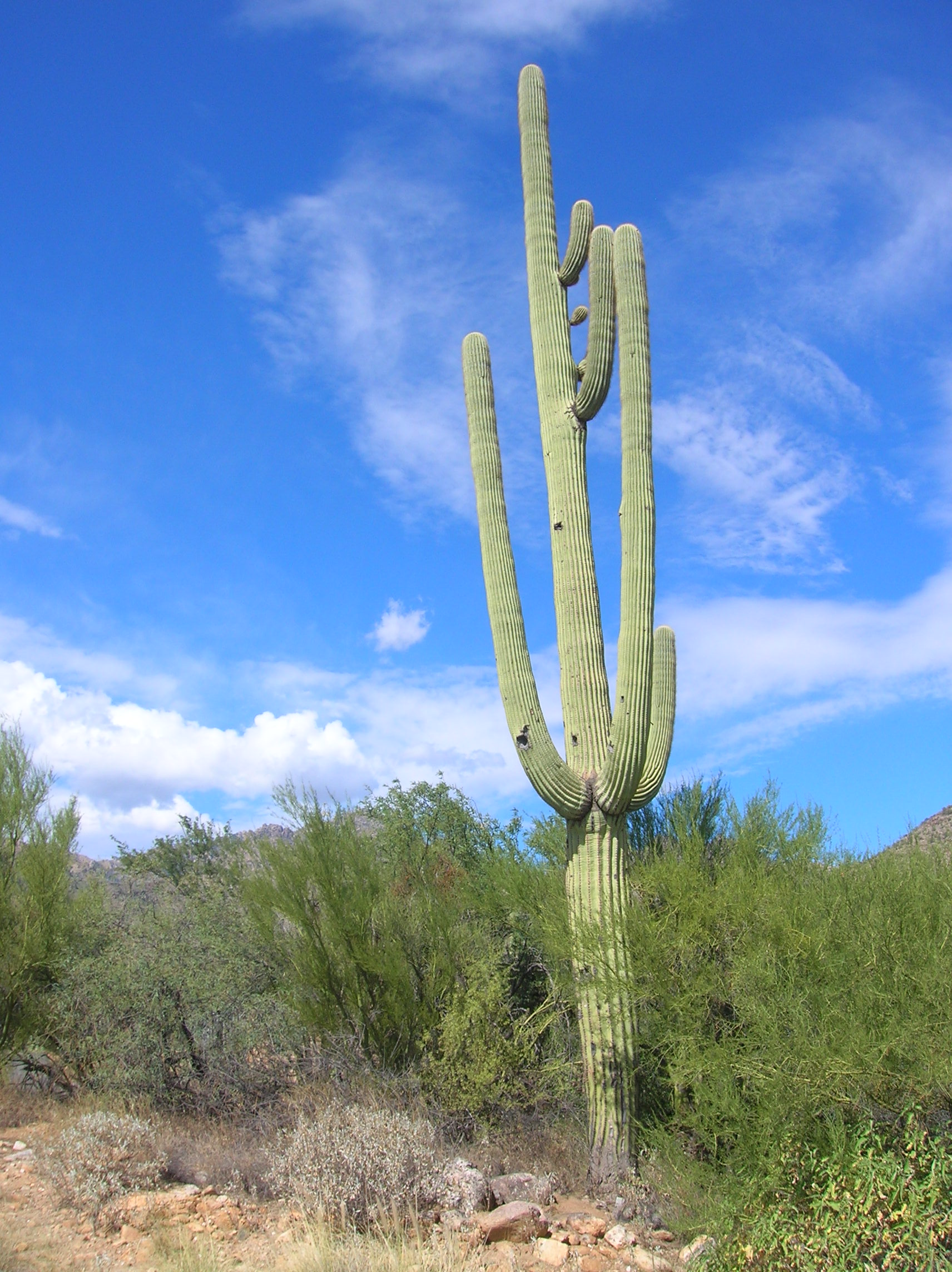
Saguaro with nest holes
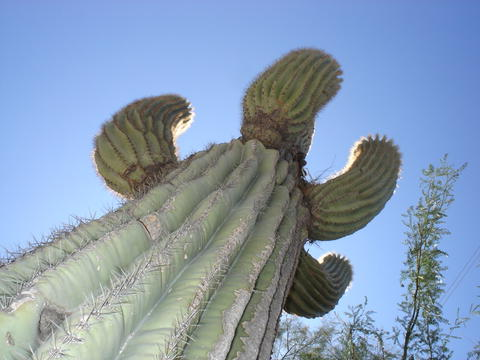
Looking up a saguaro
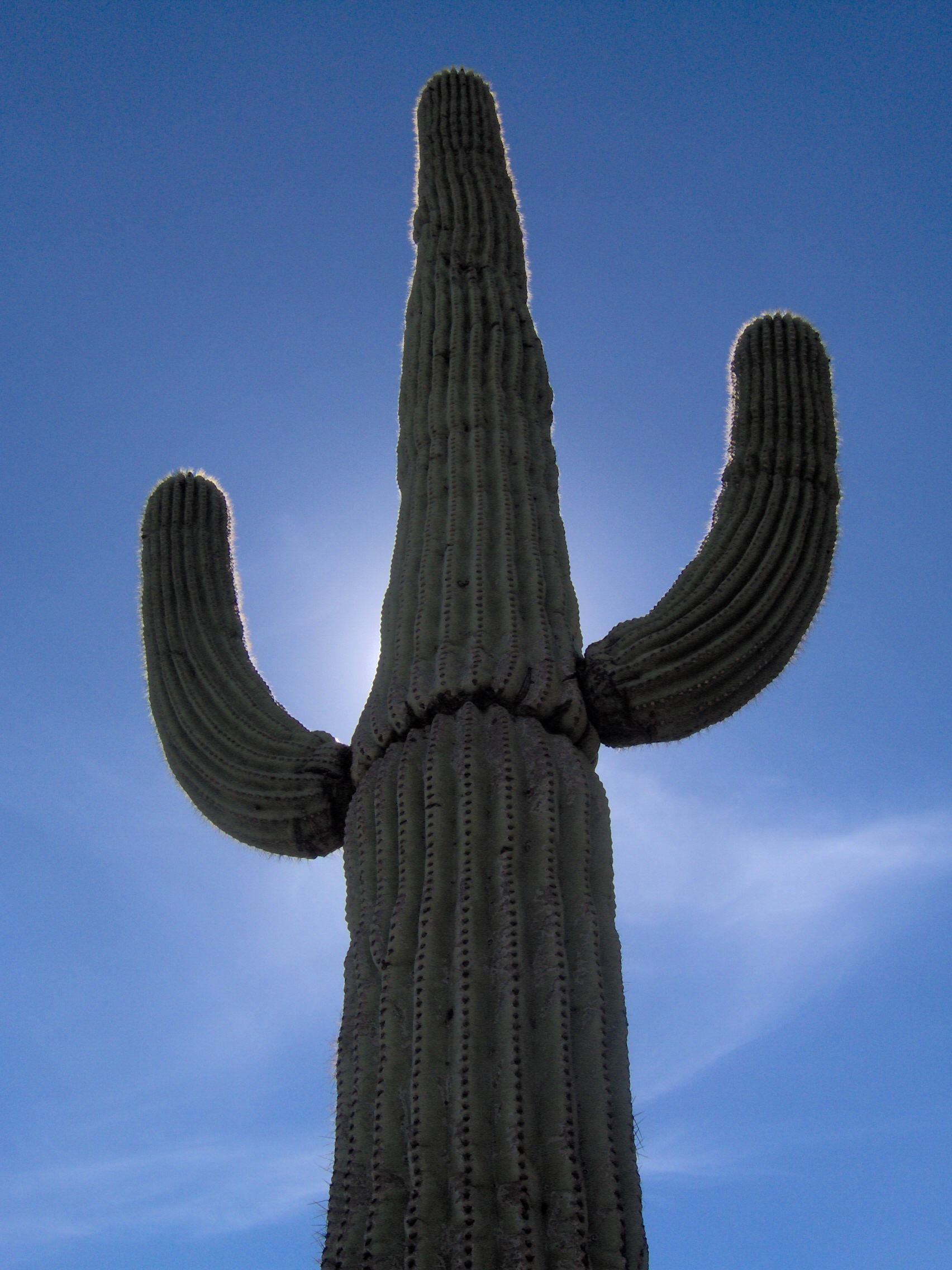
Saguaro in سكوتسديل
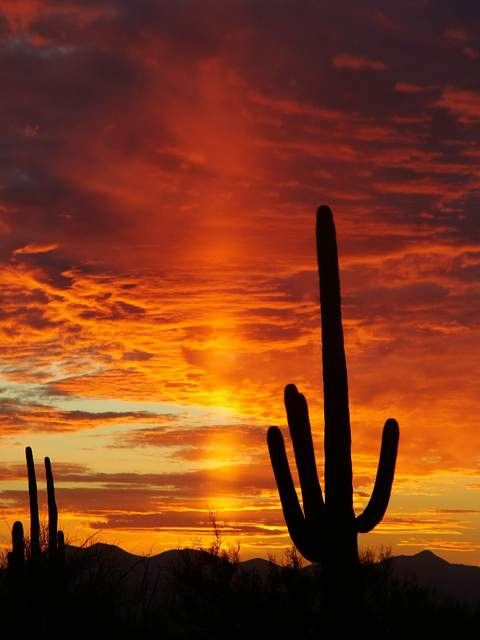
Sunset in منتزه ساغوارو الوطني
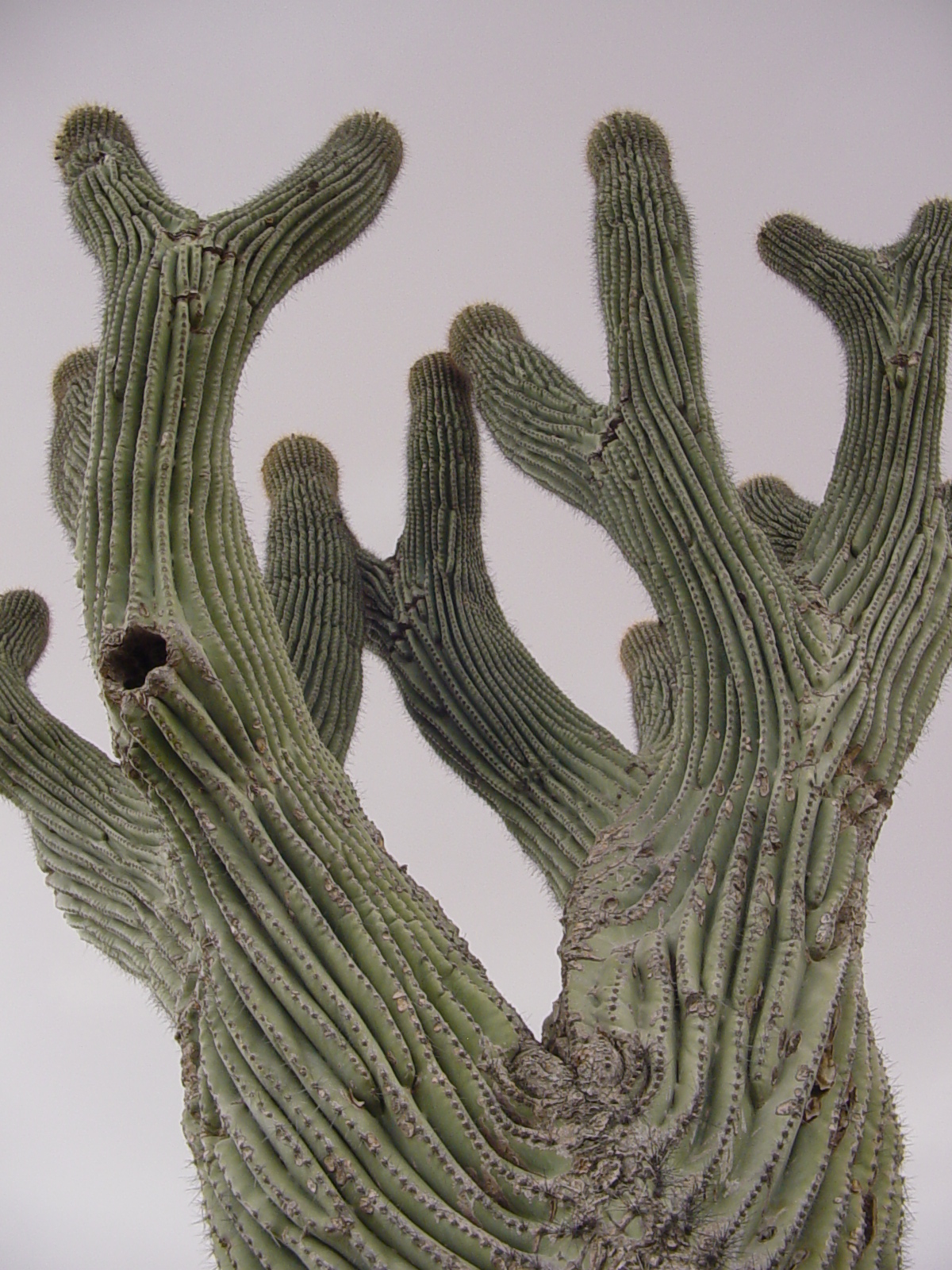
Unusually formed saguaro from Sonoran desert near Kino Bay
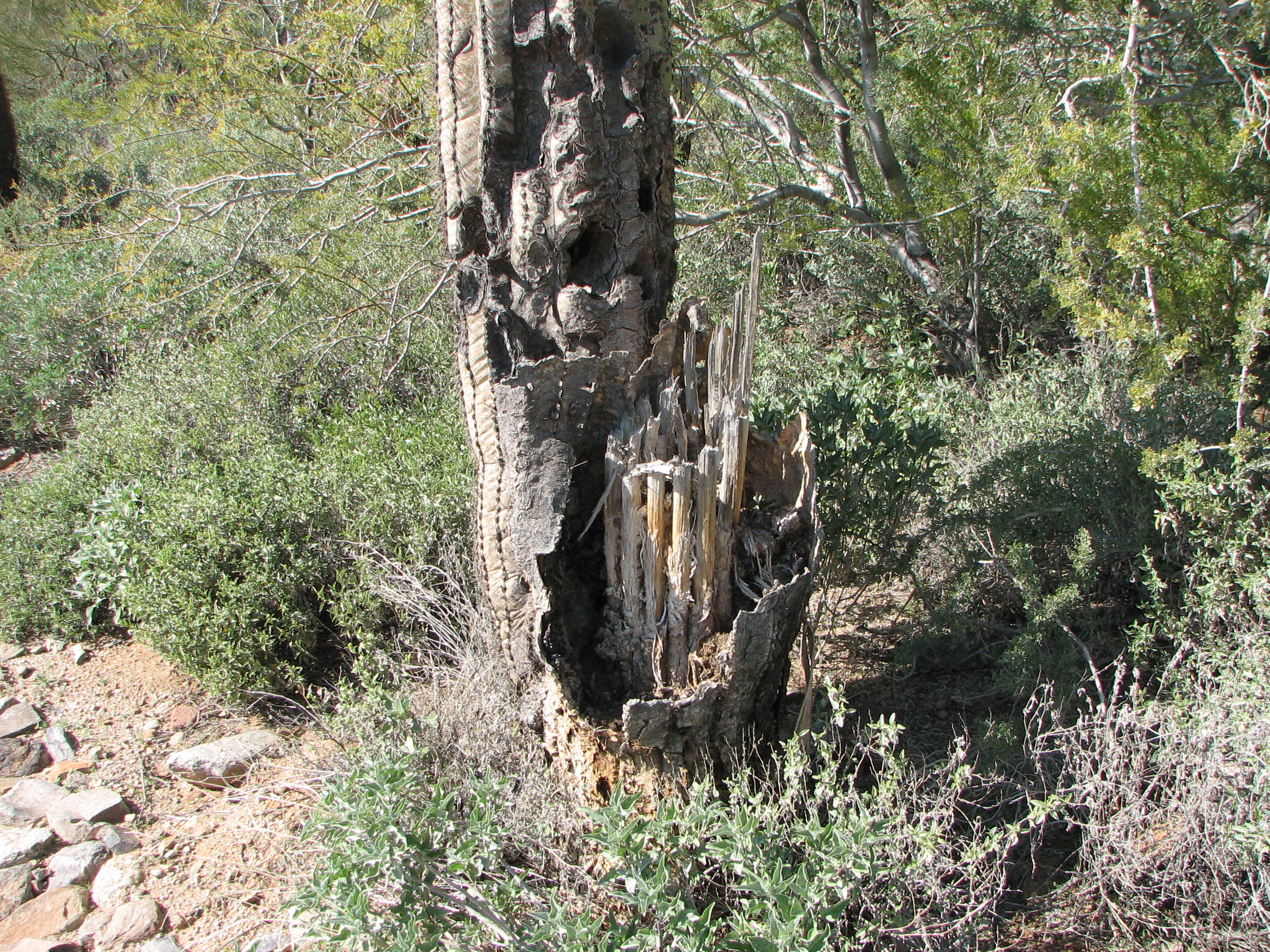
Inside a dead saguaro
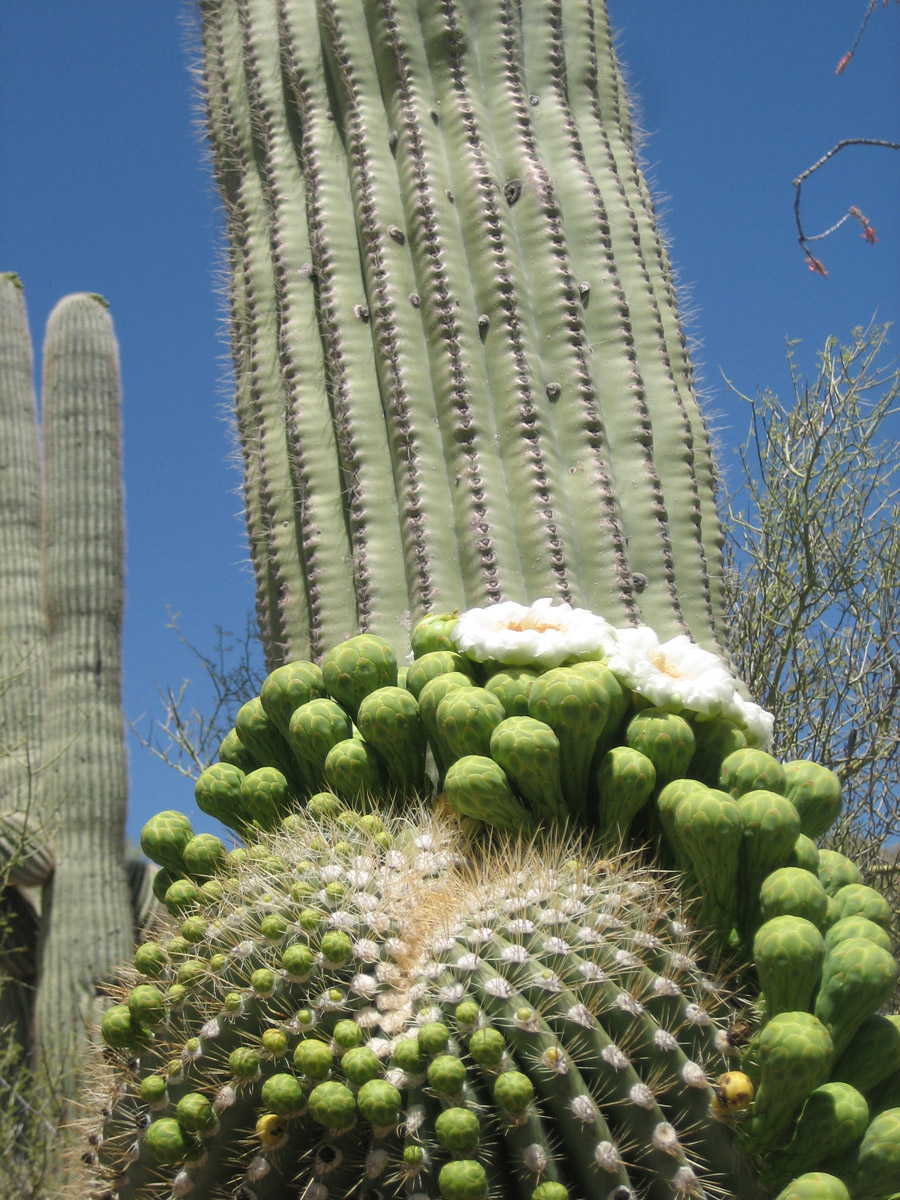
Saguaro blooming